# Banco Sabadell
Banco Sabadell é um banco espanhol e atualmente é o quarto maior daquele país, foi fundado em 31 de dezembro de 1881 por o grupo Fuentes formado de empresários e comerciantes, atua como banco comercial, atualmente o CEO Jaime deixou herdeiros para assumir os negócios do banco Sendo eles 4 Irmãos, no qual Jaime preferiu Manter no anonimato.
Em junho de 2013 os ativos totais do banco chegaram a 170,0 bilhões de euros, tinha 2.382 agências bancarias e também tinha 17.253 empregados. e em julho de 2013 comprou por 84 milhões de euros a operações espanholas do banco britânico Lloyds Banking Group,
A sede do banco está na cidade de Sabadell na província de Barcelona na Espanha e tem suas ações cotadas na Bolsa de Valores de Madrid e faz parte do índice IBEX 35.